# Erica Johansson
Erica Johansson (Mölndal, 5 febbraio 1974) è un'ex lunghista svedese.

## Palmarès

### Europei indoor
- 1 medaglia:
  - 1 oro (Gand 2000)

### Mondiali under 20
- 2 medaglie:
  - 1 oro (Seul 1992)
  - 1 argento (Plovdiv 1990)